# Nemoptera albus
Nemoptera albus là một loài côn trùng trong họ Nemopteridae thuộc bộ Neuroptera. Loài này được Olivier miêu tả năm 1811.